# Spilogona falleni
Spilogona falleni este o specie de muște din genul Spilogona, familia Muscidae, descrisă de Adrian C. Pont în anul 1984. Conform Catalogue of Life specia Spilogona falleni nu are subspecii cunoscute.